# Sad, Ivančna Gorica
Sad je naselje v Občini Ivančna Gorica.